# Christoph Bertschy
Christoph Bertschy, född 5 april 1994, är en schweizisk professionell ishockeyspelare som är kontrakterad till NHL-organisationen New Jersey Devils och spelar för deras primära samarbetspartner Binghamton Devils i AHL. Han har tidigare spelat för Minnesota Wild i NHL och på lägre nivå för Iowa Wild i AHL och SC Bern i NLA.
Bertschy draftades i sjätte rundan i 2012 års draft av Minnesota Wild som 158:e spelare totalt.

## Statistik
| 2011–2012  | SC Bern        | NLA        | 31  | 8  | 8  | 16 | 10 | 17 | 1 | 1 | 2  | 8  |
| 2012–2013  | SC Bern        | NLA        | 41  | 4  | 2  | 6  | 18 | 20 | 2 | 1 | 3  | 2  |
| 2013–2014  | SC Bern        | NLA        | 37  | 6  | 8  | 14 | 10 | 6  | 0 | 2 | 2  | 4  |
| 2014–2015  | SC Bern        | NLA        | 44  | 14 | 16 | 30 | 26 | 7  | 1 | 2 | 3  | 0  |
| 2015–2016  | Minnesota Wild | NHL        | 3   | 0  | 0  | 0  | 0  | —  | — | — | —  | —  |
|            | Iowa Wild      | AHL        | 72  | 11 | 24 | 35 | 46 | —  | — | — | —  | —  |
| NHL totalt | NHL totalt     | NHL totalt | 3   | 0  | 0  | 0  | 0  | —  | — | — | —  | —  |
| AHL totalt | AHL totalt     | AHL totalt | 72  | 11 | 24 | 35 | 46 | —  | — | — | —  | —  |
| NLA totalt | NLA totalt     | NLA totalt | 153 | 32 | 34 | 66 | 64 | 50 | 4 | 6 | 10 | 14 |